# Club Deportiu Consell
El Club Deportiu Consell és un club de futbol de la població de Consell (Mallorca, Illes Balears). Els primers indicis de la seva existéncia es remunten a 1918 i ha competit en categories federades de manera intermitent des de l'any 1925 amb diferents denominacions.

## Història

### Els primers anys. L'Industrial i l'Industrial Marià (1918-1933)
El primer equip de futbol organitzat a Consell es remunta a l'any 1918 amb l'equip denominat Industrial, format per treballadors de la indústria espardenyera existent a la població. Aquest primitiu conjunt va jugar partits amistosos amb equips de la comarca, sense cap calendari ni competició organitzada. Va afiliar-se a la Federació Catalana de Futbol l'1 de juliol de 1922, en previsió que arribés la competició federada a les Illes Balears, com així va ser des de 1923.
Devers 1924 l'equip s'organitzà dins la Congregació Mariana del municipi, d'aquí que adoptés el nom mixt d'Industrial Marià. Al cap de poc temps va afiliar-se al Comitè Balear (futura Federació Balear, a partir de 1926) i figura com un dels equips de major antiguitat segons el seu codi identificatiu, només darrere de CD Binissalem, CE Atlètic Balears (abans Baleares FC), CD Menorca, CE Constància i UD Maó.
La temporada 1925-26 va disputar competició oficial, tot i que hi participaria de manera molt irregular i en més d'una ocasió es va veure forçat a retirar-se.

### El primitiu CD Consell (1933-60)
Des de 1933, en desvincular-se de la Congregació Mariana, l'entitat adopta el nom de Club Deportivo Consell i es manté a la competició federada amb alts i baixos. La Guerra Civil i els primers anys de la posguerra paralitzaren completament la seva activitat, però a partir de 1942 l'equip va mantenir certa regularitat, salvant el llarg parèntesi entre 1948 i 1953.
A finals dels anys 50 el CD Consell aconsegueix el seu primer gran èxit: el campionat de Segona Regional de la temporada 1959-60. Paradoxalment, aquesta fita va marcar un declivi immediat que va acabar amb la desaparició del club durant els anys 60 (tot i una efímera reaparició durant l'any 1965).

### L'actual CD Consell (1968)
No fou fins l'ay 1968 que el club es reorganitza i es mantendria ininterrompudament, ara sí, fins als nostros dies. La seva definitiva reaparició arrenca amb una nova fita: el seu segon campionat de Segona Regional, la temporada 1968-69, i el consegüent ascens a Primera. A més d'una primera presència a Regional Preferent entre 1972 i 1976. Des de llavors, durant els anys 70 i 80 l'equip va viure diverses ratxes alternativament a Primera i Segona Regional.
A principis dels anys 90 el CD Consell va viure una segona singladura a Regional Preferent entre 1992 i 1997. Fins i tot la temporada 1993-94 l'equip va jugar la fase d'ascens a la Tercera divisió, essent aquesta la seva millor temporada a nivell esportiu. Després d'aquesta exitosa ratxa va venir un enfonsament que va dur el club fins a la Tercera regional a finals dels anys 90, però va recuperar-se progressivament fins a convertir-se en un asidu de la Primera regional durant els darrers anys.

### Classificacions en el Campionat de Mallorca
Des de la creació del Campionat de Mallorca l'any 1923 fins a la seva desaparició l'any 1940, l'equip va aconseguir els resultats següents:
| - 1923-24: NP - 1924-25: NP - 1925-26: 2a categoria, Gr. B (*) - 1926-27: 2a categoria, Gr. D (6è) - 1927-28: Campionat d'escindits (*) | - 1928-29: NP - 1929-30: NP - 1930-31: 3a categoria (3r) - 1931-32: 3a categoria (*) - 1932-33: NP | - 1933-34: NP - 1934-35: 3a categoria, Gr. A (5è) - 1935-36: 3a categoria, Gr. A (3r) - 1936-37: NP - 1937-38: NP | - 1938-39: NP - 1939-40: NP |

NP: no va participar 

(*) no va acabar la competició

### Classificacions en la Lliga espanyola
| - 1940-41: 3a regional, Gr. Pobles (4t) - 1941-42: NP - 1942-43: 3a regional, Gr. B (3r) - 1943-44: 3a regional, Gr. C (5è) - 1944-45: 3a regional, Gr. C (5è) - 1945-46: 3a regional, Gr. G (4t) - 1946-47: 3a regional, Gr. 4 (7è) - 1947-48: 3a regional, Gr. B (8è) - 1948-1953: NP - 1953-54: 3a regional, Gr. B (7è) - 1954-55: 3a regional, Gr. D (4t) - 1955-56: 3a regional, Gr. B (3r) - 1956-57: NP - 1957-58: 2a regional (7è) - 1958-59: 2a regional (11è) - 1959-60: 2a regional (1r) - 1960-61: NP - 1961-1965: club desaparegut | - 1964-65: 2a regional (6è) - 1966-1968: club desaparegut - 1968-69: 2a regional, Gr. B (1r) - 1969-70: 1a regional (14è) - 1970-71: 1a regional, Gr. B (8è) - 1971-72: 1a regional, Gr. A (5è) - 1972-73: Reg. Preferent (12è) - 1973-74: Reg. Preferent (17è) - 1974-75: Reg. Preferent (14è) - 1975-76: Reg. Preferent (17è) - 1976-77: 1a regional (8è) - 1977-78: 1a regional (6è) - 1978-79: 1a regional (10è) - 1979-80: 1a regional (15è) - 1980-81: 1a regional (9è) - 1981-82: 1a regional (13è) - 1982-83: 1a regional (17è) - 1983-84: 2a regional (12è) | - 1984-85: 2a regional (7è) - 1985-86: 2a regional (8è) - 1986-87: 2a regional (9è) - 1987-88: 2a regional (5è) - 1988-89: 1a regional (16è) - 1989-90: 2a regional (4t) - 1990-91: 1a regional (13è) - 1991-92: 1a regional (2n) - 1992-93: Reg. Preferent (15è) - 1993-94: Reg. Preferent (3r) - 1994-95: Reg. Preferent (13è) - 1995-96: Reg. Preferent (12è) - 1996-97: Reg. Preferent (19è) - 1997-98: 1a regional (17è) - 1998-99: 2a regional (17è) - 1999-00: 3a regional, Gr. B (1r) - 2000-01: 2a regional (10è) - 2001-02: 2a regional (16è) | - 2002-03: 3a regional (3r) - 2003-04: 2a regional (15è) - 2004-05: 2a regional (13è) - 2005-06: 2a regional (2n) - 2006-07: 1a regional (7è) - 2007-08: 1a regional (11è) - 2008-09: 1a regional (11è) - 2009-10: 1a regional (18è) - 2010-11: 1a regional (17è) - 2011-12: 1a regional (16è) - 2012-13: 1a regional (12è) - 2013-14: 1a regional (13è) - 2014-15: 1a regional (12è) - 2015-16: 1a regional (16è) - 2016-17: 1a regional (18è) - 2017-18: 1a regional (13è) - 2018-19: 1a regional (15è) - 2019-20: 1a regional (10è) - 2020-21: 1a regional (8è) - 2021-22: 2a regional (3r) - 2022-23: 1a regional (5è) - 2023-24: 1a regional (1r) - 2024-25: Reg. Preferent |

NP: no va participar 

 - Campionat de lliga 

 - Ascens 

 - Descens

## Indumentària
- Uniforme titular: Samarreta arlequinada blanc-i-blava, pantalons blaus i mitges blaves
- Segon uniforme: Samarreta arlequinada blanc-i-vermella, pantalons vermells i mitges vermelles

## Presidents
Presidents del club.
| - Sebastià Company Campins (1918-20) - Jaume Fiol Garau (1920-22) - Miquel Garcias Lladó (1922-24) - Sebastià Company Campins (1924-28) - Baltasar Isern Sampol (1928-33) - Bernat Campins Campins (1933-34) - Joan Vidal Isern (1934-39) - Sebastià Planas (1939) - Antoni Bibiloni (1940) - Pere Company Campins (1941) - Bartomeu Fiol Ramonell (1941-42) - Joan Pol Company (1942-43) - Sebastià Vidal Isern (1943-47) - Bartomeu Isern (1947-50) | - Bartomeu Fiol Ramonell (1950-53) - Jaume Fiol Borràs (1953-57) - Antoni Vidal Busquets (1957-61) - Desaparegut (1961-65) - Indalecio Aguilar Cañadas (1965-66) - Desaparegut (1966-68) - Joan Fiol Fiol (1968-69) - Jaume Fiol Borràs (1969-70) - Joan Fiol Real (1970-71) - Joan Josep Pol Paracuellos (1971-73) - Jaume Fiol Borràs (1973-74) - Joan Fiol Fiol (1974-76) - Joan Fiol Real (1976-77) - Miquel Morro Ferragut (1977-81) | - Sebastià Company Julià (1981-82) - Andreu Isern Pol (1982-83) - Antoni Amengua Fio (1983-85) - Manuel Santana Castillo (1985-86) - Miquel Pizà Garcias (1986-89) - Domingo Pérez Navarro (1989-90) - Miquel Morro Ferragut (1990-94) - Domingo Pérez Navarro (1994-98) - Miquel Deyà Ripoll (1998-2002) - Miquel Vidal Perelló (2002-10) - David Coll Pol (2010-11) - Francesc Moranta Salas (2011-14) - Miquel Vidal Perelló (2014-18) - Ramón Manzano Jiménez (2018-) |

## Instal·lacions

### Camp municipal de Consell
El CD Consell juga els seus partits en el camp municipal de la població, construït l'any 1971. Té una capacitat per a 2.000 espectadors, gespa artificial i unes dimensions de 98 x 66 metres.

## Dades del Club

### Temporades
- Temporades a Regional Preferent (10): 1972 a 1976 i 1992 a 1997 i 2024
- Temporades a Primera Regional (28): 1969 a 1972, 1976 a 1983, 1988-89, 1990-91, 1991-92, 1997-98 i 2006 a 2020
- Temporades a Segona Regional (17): 1957 a 1960, 1964-65, 1968-69, 1983 a 1988, 1989-90, 1998-99, 2000-01, 2001-02 i 2003 a 2006
- Temporades a Tercera Regional (12): 1940-41, 1942-43 a 1947-48, 1953 a 1956, 1999-2000 i 2002-03
- Temporades en el Campionat de Mallorca (6): 1925-26, 1926-27, 1930-31, 1931-32, 1934-35 i 1935-36
- Millor classificació a la lliga: 3r (Regional Preferent, temporada 1993-94)

## Jugadors i equip tècnic

### Plantilla i equip tècnic 2024-25
La plantilla i el cos tècnic del primer equip per a la temporada 2019-20 són els següents:
| N. | Pos. | Nac. | Jugador          |
| -- | ---- | --- | ---------------- |
| —  | POR  | [[Fitxer:Flag of the Balearic Islands.svg\|23x15px\|border \|alt=Illes Balears\|link=Selecció de futbol de les Illes Balears\|{{#if:\|]] | Toni Martorell   |
| —  | POR  | [[Fitxer:Flag of the Balearic Islands.svg\|23x15px\|border \|alt=Illes Balears\|link=Selecció de futbol de les Illes Balears\|{{#if:\|]] | Francesc Pol     |
| —  | DEF  | [[Fitxer:Flag of the Balearic Islands.svg\|23x15px\|border \|alt=Illes Balears\|link=Selecció de futbol de les Illes Balears\|{{#if:\|]] | Martín Blas      |
| —  | DEF  | [[Fitxer:Flag of the Balearic Islands.svg\|23x15px\|border \|alt=Illes Balears\|link=Selecció de futbol de les Illes Balears\|{{#if:\|]] | Nicolau Busquets |
| —  | DEF  | [[Fitxer:Flag of the Balearic Islands.svg\|23x15px\|border \|alt=Illes Balears\|link=Selecció de futbol de les Illes Balears\|{{#if:\|]] | Josep Grau       |
| —  | DEF  | [[Fitxer:Flag of the Balearic Islands.svg\|23x15px\|border \|alt=Illes Balears\|link=Selecció de futbol de les Illes Balears\|{{#if:\|]] | Pablo Martín     |
| —  | DEF  | [[Fitxer:Flag of the Balearic Islands.svg\|23x15px\|border \|alt=Illes Balears\|link=Selecció de futbol de les Illes Balears\|{{#if:\|]] | Xesc Pol         |
| —  | DEF  | [[Fitxer:Flag of the Balearic Islands.svg\|23x15px\|border \|alt=Illes Balears\|link=Selecció de futbol de les Illes Balears\|{{#if:\|]] | Miquel A. Ramis  |
| —  | DEF  | [[Fitxer:Flag of the Balearic Islands.svg\|23x15px\|border \|alt=Illes Balears\|link=Selecció de futbol de les Illes Balears\|{{#if:\|]] | Nick Schadlich   |
| —  | DEF  | [[Fitxer:Flag of the Balearic Islands.svg\|23x15px\|border \|alt=Illes Balears\|link=Selecció de futbol de les Illes Balears\|{{#if:\|]] | Miquel Terrasa   |
| —  | MIG  | [[Fitxer:Flag of the Balearic Islands.svg\|23x15px\|border \|alt=Illes Balears\|link=Selecció de futbol de les Illes Balears\|{{#if:\|]] | Adrián Bailón    |

| N. | Pos. | Nac. | Jugador               |
| -- | ---- | --- | --------------------- |
| —  | MIG  | [[Fitxer:Flag of the Balearic Islands.svg\|23x15px\|border \|alt=Illes Balears\|link=Selecció de futbol de les Illes Balears\|{{#if:\|]] | Bartomeu Barceló      |
| —  | MIG  | [[Fitxer:Flag of the Balearic Islands.svg\|23x15px\|border \|alt=Illes Balears\|link=Selecció de futbol de les Illes Balears\|{{#if:\|]] | Pedro Blas            |
| —  | MIG  | [[Fitxer:Flag of the Balearic Islands.svg\|23x15px\|border \|alt=Illes Balears\|link=Selecció de futbol de les Illes Balears\|{{#if:\|]] | Juan José Bonnín      |
| —  | MIG  | [[Fitxer:Flag of the Balearic Islands.svg\|23x15px\|border \|alt=Illes Balears\|link=Selecció de futbol de les Illes Balears\|{{#if:\|]] | Mateu Deyà            |
| —  | MIG  | [[Fitxer:Flag of the Balearic Islands.svg\|23x15px\|border \|alt=Illes Balears\|link=Selecció de futbol de les Illes Balears\|{{#if:\|]] | Luis R. Gomila        |
| —  | MIG  | [[Fitxer:Flag of the Balearic Islands.svg\|23x15px\|border \|alt=Illes Balears\|link=Selecció de futbol de les Illes Balears\|{{#if:\|]] | Marcos Ponce          |
| —  | MIG  | [[Fitxer:Flag of the Balearic Islands.svg\|23x15px\|border \|alt=Illes Balears\|link=Selecció de futbol de les Illes Balears\|{{#if:\|]] | Francisco Subires     |
| —  | DAV  | [[Fitxer:Flag of the Balearic Islands.svg\|23x15px\|border \|alt=Illes Balears\|link=Selecció de futbol de les Illes Balears\|{{#if:\|]] | Miquel J. Martín Deyà |
| —  | DAV  | [[Fitxer:Flag of the Balearic Islands.svg\|23x15px\|border \|alt=Illes Balears\|link=Selecció de futbol de les Illes Balears\|{{#if:\|]] | Juan M. García        |
| —  | DAV  | [[Fitxer:Flag of the Balearic Islands.svg\|23x15px\|border \|alt=Illes Balears\|link=Selecció de futbol de les Illes Balears\|{{#if:\|]] | Miguel A. Perelló     |
| —  | DAV  | [[Fitxer:Flag of the Balearic Islands.svg\|23x15px\|border \|alt=Illes Balears\|link=Selecció de futbol de les Illes Balears\|{{#if:\|]] | Diego Torres          |

- Entrenador:
- Delegats:  Pedro Amengual Muñoz,

## Palmarés

### Tornejos regionals
- Segona Regional (2): 1959-60 i 1968-69
- Tercera Regional (1): 1999-2000
- Subcampió de Primera Regional (1): 1991-92
- Subcampió de Segona Regional (1): 2005-06
- Tercer lloc en diverses categories: 1930-31, 1935-36, 1942-43, 1955-56, 1993-94 i 2002-03
- Primera Regional (1): 2023-24

### Altres tornejos
- Lliga Mallorca de tercera categoria (1): 1954
- Copa President de la Federació Balear (1): 1960

## Futbol base
El club ha mantengut una estructura de futbol base regular durant les darreres temporades. Avui dia, a part del primer equip masculí, compta amb set equips i escoleta.

### Femení
El club va tenir un primer equip femení entre 2011 i 2015, el qual va obtenir els resultats següents:.
- 2011-12: Regional (10è)
- 2012-13: Regional (10è)
- 2013-14: Regional (3r)
- 2014-15: Regional (15è)